# Рахаф аль-Кунун
Рахаф аль-Кунун (нар. 11 березня 2000) — саудівська дисидентка, втікачка від сімейного насильства проти жінок. 
Народилася в Хаїле. Через катування родиною та намагання примусити до шлюбу втекла з сім'ї 6 січня 2019 з метою отримати притулок в Австралії. Затримана в Суварнабхумі, де перебувала транзитом, тоді ж її історія стала відомою. 
Рахаф заявила, що відреклася від ісламу і стала атеїсткою, а це означає смертну кару на батьківщині. В аеропорту вона забарикадувалася та відмовилася виходити, поки не зустрінеться з ким-небудь із ООН. З нею зустрілися представники УВКБ ООН, що надали їй статус біженки. Пізніше аль-Кунун отримала притулок в Канаді.